# Política da Libéria

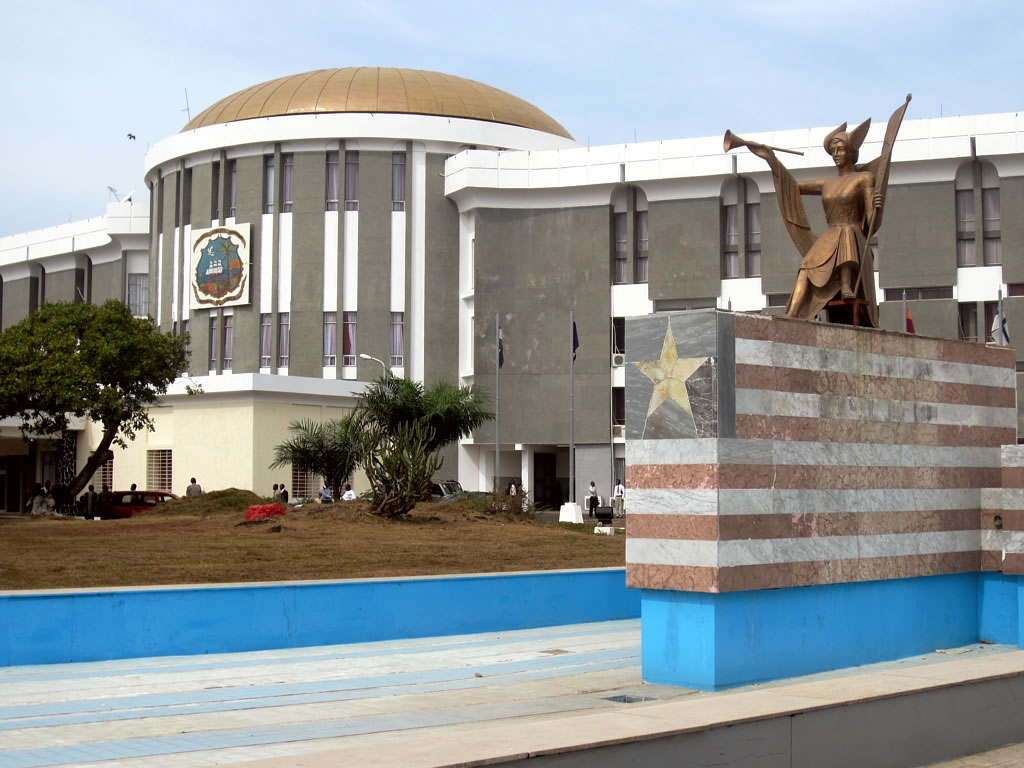
Legislatura da Libéria.

O regime político vigente em Libéria é o presidencialismo, em que o Presidente da República é igualmente chefe do Governo, tem ainda poderes legislativos e nomeia o supremo tribunal, de modo que o princípio da divisão entre poderes legislativo, executivo e judiciário, fundamental para um sistema democrático, está abolida.